# Музей РГГУ «Другое искусство»
Музей РГГУ «Другое искусство» — художественный музей, созданный в 2000 году при РГГУ на основе коллекции Леонида Прохоровича Талочкина.
В 2014 году вдова коллекционера Леонида Талочкина Татьяна Вендельштейн заявила о расформировании музея. Экспонаты были переданы в Третьяковскую галерею, в 2022 году галереей был издан научный каталог.

## История
Музей «Другое искусство», посвящённый неофициальному русскому искусству 1950—1970-х годов, открылся 25 февраля 2000 года в Музейном центре Российского государственного гуманитарного университета.
На текущий момент коллекция насчитывает более 1500 единиц хранения. Большая часть коллекции представлена ранними работами художников-«шестидесятников», но есть и более поздние, вплоть до конца 1990-х годов.
Непосредственно в экспозиции выставлено около 200 работ, регулярно проводятся выставки.
В марте 2014 года стало известно о намерении Татьяны Вендельштейн, вдовы и наследницы коллекционера Леонида Талочкина, разорвать контракт временного хранения между нею и РГГУ. Татьяна Вендельштейн сообщила о желании передать коллекцию Талочкина Государственной Третьяковской галерее.
B настоящее время музей продолжает свою работу, взамен коллекции Л. П. Талочкина в залах представлены произведения художников-нонконформистов из коллекции известного Российского кардиохирурга Михаила Алшибая.

## Круг художников
В собрании музея находятся работы таких мастеров советского андеграунда, как А. С. Абрамов, Б. Н. Бич, С. М. Бордачев, В. Г. Вейсберг, Р. А. Герловина, Ю. А. Жарких, А. П. Жданов, А. Т. Зверев, В. В. Калинин, Б. Н. Козлов, Ю. Ю. Косаговский, А. С. Косолапов, Д. М. Краснопевцев, В. Е. Кропивницкая, Л. Е. Кропивницкий, Л. А. Мастеркова, Э. И. Неизвестный, В. Н. Немухин, Д. П. Плавинский, В. A. Пьянов, В. П. Пятницкий, А. О. Рабин, О. Я. Рабин, М. А. Рогинский, Е. Л. Рухин, Б. П. Свешников, О. И. Скляров, Л. С. Снегирев, Л. П. Соков, Толстый, А. А. Тяпушкин, А. В. Харитонов, О. Н. Целков, А. И. Шестаков, С. А. Шутов, Э. А. Штейнберг, В. И. Яковлев, В. Б. Янкилевский.